# Logan Cup 2014/15
Der Logan Cup 2014/15 war die 21. Saison des nationalen First-Class-Cricket-Wettbewerbes in Simbabwe und wurde vom 12. November 2014 bis zum 12. März 2015 ausgetragen. Gewinner waren die Matabeleland Tuskers, die ihre vierte Meisterschaft gewannen.

## Format
Die vier Mannschaften spielten in einer Gruppe gegen jedes andere Team jeweils zwei Mal. Für einen Sieg gab es sechs Punkte, für ein Unentschieden drei, für ein Remis zwei. Zusätzlich gibt es einen Punkt für den Gewinn des ersten Innings. Die Mannschaft mit den meisten Punkten am Saisonende gewinnt den Wettbewerb.

## Resultate
Tabelle
| Team                 | Sp. | S | N | R | WLF | LWF | DWF | DLF | ND | Punkte |
| -------------------- | --- | - | - | - | --- | --- | --- | --- | -- | ------ |
| Matabeleland Tuskers | 9   | 5 | 3 | 0 | 0   | 0   | 1   | 0   | 0  | 38     |
| Mid West Rhinos      | 9   | 4 | 3 | 0 | 1   | 1   | 0   | 0   | 0  | 35     |
| Mashonaland Eagles   | 9   | 3 | 3 | 0 | 1   | 1   | 0   | 0   | 1  | 30     |
| Mountaineers         | 9   | 2 | 5 | 0 | 0   | 0   | 0   | 1   | 1  | 18     |